# Alexander Rustemow
Alexander Rustemow (russisch Александр Рустемов; * 6. Juli 1973 in Murmansk) ist ein russischer Schachmeister.

## Leben
Rustemow siegte oder belegte vordere Plätze in mehreren Turnieren: 2. Platz beim Turnier in Minsk (1996), 2. Platz beim GM2-Turnier in Moskau (1996),  1. Platz beim Turnier in Świdnica (1999), 2.–6. Platz bei der 53. russischen Meisterschaft in Samara (2000), 1. Platz beim Internet KO-Turnier in Dos Hermanas (2002) und 1.–2. Platz beim A-Turnier in Dos Hermanas (2003).
Seit 1997 trägt er den Großmeister-Titel. In der russischen Mannschaftsmeisterschaft spielte er 1994 für Krylia Sowetow, 2001 bis 2003 für Norilski Nikel Norilsk, mit dem er auch 2001 und 2002 am European Club Cup teilnahm und diesen 2001 gewann, 2004 für die Mannschaft von Max Wen Jekaterinburg, mit der er im selben Jahr auch am European Club Cup teilnahm, und 2005 für Termosteps Samara. In der deutschen Bundesliga spielte er von 1999 bis 2014 für den SV Wattenscheid. Außerdem spielte er auch in Polen 2005 für KSz Stilon Gorzów Wielkopolski, in Mazedonien für Stefo Balto Struga und in Spanien 2002 und 2006 für CA Reverté Albox.